# Henry Weed Fowler
Pour les articles homonymes, voir Fowler.
Henry Weed Fowler est un zoologiste américain, né le 23 mars 1878 à Holmesburg en Pennsylvanie et mort le 21 juin 1965.

## Biographie
Il étudie à Stanford sous la direction de David Starr Jordan (1851-1931). Il passe toute sa vie professionnelle dans l’Académie des sciences naturelles de Philadelphie où il travaille comme assistant de 1903 à 1922, conservateur associé pour les vertébrés de 1922 à 1934, conservateur pour les poissons et les reptiles de 1934 à 1940 et conservateur des poissons de 1940 à 1965.
Ses publications portent sur les crustacés, les oiseaux, les reptiles et les amphibiens, mais l’essentiel de ses travaux portent sur les poissons. En 1927, il participe à la fondation de l’American Society of Ichthyologists and Herpetologists où il assure la fonction de trésorier durant sept ans et qu’il dirige en 1927.

## Liste partielle des publications
- 1958 : Some new taxonomic names of fishlike vertebrates. Not. Nat. (Phila.) N° 310 : 1-16.